# 蘭沃區
蘭沃區是非洲中部國家烏干達的111個區之一，由北部區負責管轄，首府是蘭沃，海拔高度1,100米，距離基特古姆約66公里和古盧150公里，2002年人口估計為150,300。

## 外部連結
- Lamwo District Information Portal
- JUNE 2010 Lamwo District Population By Parish

03°32′N 32°48′E / 3.533°N 32.800°E